# Col·lectiu Emma
El Col·lectiu Emma és una xarxa de ciutadans que analitzen les informacions que apareixen en mitjans de comunicació internacionals relacionades amb Catalunya des del 15 d'abril del 2009. Assenyalen les dades que consideren errònies a través de comunicats. Es creà amb l'objectiu de respondre a totes “les visions esbiaixades de Catalunya a la premsa internacional”. L'economista Salvador Garcia-Ruiz en fou un dels impulsors. El 2012 Òmnium Cultural va decidir atorgar a l'entitat el Premi Internacional Joan B. Cendrós. L'any 2013 va rebre el Premi Memorial Francesc Macià, atorgat per la Fundació Josep Irla, per la seva defensa de la cultura, la llengua i la nació catalana.
El Col·lectiu pren el nom d'Emma, filla de Guifré el Pilós i de Guinedilda, comtes de Barcelona, que després de la mort del seu pare va assumir la tasca de repoblar les comarques centrals de Catalunya des del monestir de Sant Joan de les Abadesses.